# Märkisch Wilmersdorfer Graben
Der Märkisch Wilmersdorfer Graben ist ein Meliorationsgraben und orographisch linker Zufluss des Großbeerener Grabens im Landkreis Teltow-Fläming in Brandenburg. Der Graben beginnt auf einer landwirtschaftlich genutzten Fläche, die sich östlich des Zossener Ortsteils Nunsdorf befindet. Ein Teil des Wassers wird unmittelbar in den südlich verlaufenen Christinendorfer Grenzgraben abgeleitet. Die Hauptabflussrichtung führt jedoch zunächst in nördlicher, später in nordöstlicher Richtung auf das Stadtgebiet von Trebbin. Der Graben verläuft dabei nördlich des Trebbiner Ortsteils Märkisch Wilmersdorf, unterquert anschließend die Landstraße 795 und führt in westlicher Richtung aus dem Ort heraus. Schließlich entwässert der Graben in den Großbeerener Graben.